# A Visit to Uncle Dudley's Farm
A Visit to Uncle Dudley's Farm è un cortometraggio muto di animazione del 1915 scritto e diretto da Wallace A. Carlson.

## Produzione
Il film fu prodotto dalla Essanay Film Manufacturing Company.

## Distribuzione
Distribuito dalla General Film Company, il film - un cortometraggio di una bobina conosciuto anche con il titolo Dreamy Dud in a Visit to His Uncle Dudley's Farm - uscì nelle sale cinematografiche USA il 4 agosto 1915.